# تشارلز هينمان
تشارلز هينمان (بالإنجليزية: Charles Hinman)‏ هو رسام أمريكي، ولد في 29 ديسمبر 1932 في سيراكيوز في الولايات المتحدة.